# Rundhøi
De Rundhøi is een berg behorende bij de gemeente Lom in de provincie Oppland in Noorwegen. De berg, gelegen in Nationaal park Jotunheimen, heeft een hoogte van 1822 meter.
De Rundhøi is onderdeel van het gebergte Jotunheimen.